# Indigofera minbuensis
Indigofera minbuensis là một loài thực vật có hoa trong họ Đậu. Loài này được Gage miêu tả khoa học đầu tiên.